# Lorinser (Unternehmen)

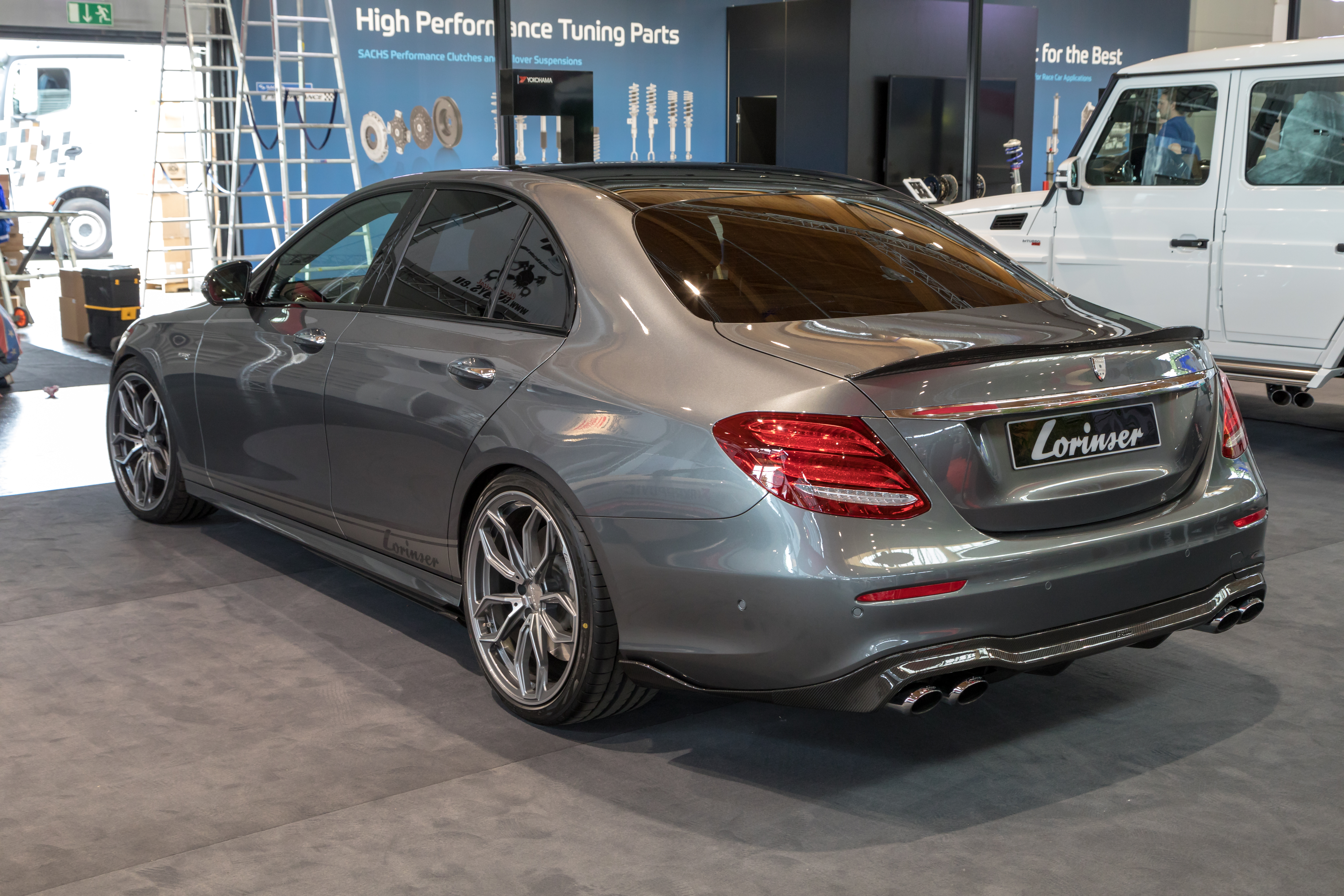
Lorinser E-Klasse

Sportservice Lorinser GmbH ist ein Unternehmen für Fahrzeugtuning von Mercedes-Benz-Fahrzeugen.
Die wichtigsten Absatzmärkte sind Europa, USA, Japan, China, Russland, die Vereinigten Arabischen Emirate, Kuwait und Saudi-Arabien.

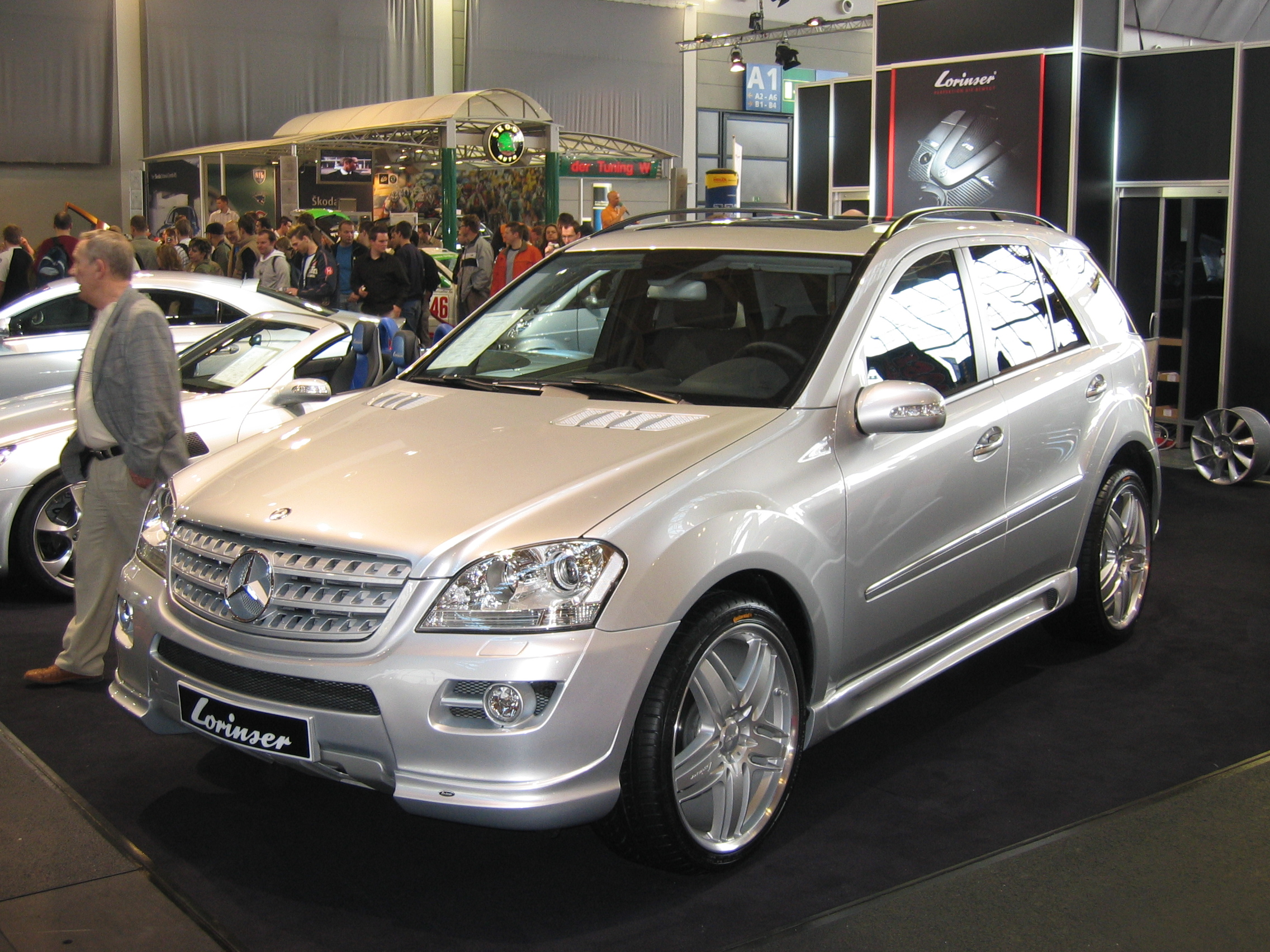
Mercedes-Benz M-Klasse Lorinser

## Produkte
- Leichtmetallräder
- Auspuffanlagen
- individuelle Innenausstattung
- Karosserie-Styling
- Aerodynamikkomponenten
- Anbaulippen, Hecklippen, Dachflügel, Stoßfänger
- Anbauteile aus PU-RIM-Material
- Front- und Heckspoiler
- Seitenschweller
- Leistungssteigerung
- Motortuning für Diesel oder Benziner
- Fahrwerksoptimierung

## Geschichte
Am 1. März 1930 gründete der Kraftfahrzeug-Meister Erwin Lorinser in Waiblingen eine freie Kfz-Werkstatt und übernahm später als offizieller „Wiederverkäufer für Pkw und Nutzfahrzeuge“ der Daimler-Benz AG Werkstatt- und Servicedienstleistungen.
1974 übergab Lorinser das kontinuierlich gewachsene Unternehmen an seinen Sohn Manfred und bestellte ihn zum Geschäftsführer.
In dem 1976 neu errichteten Zweigbetrieb Winnenden entstand neben dem Verkauf von Pkw und Nutzfahrzeugen der Fahrzeugtuningbereich „Sportservice Lorinser“. Er wurde 1981 als eigenständiges Unternehmen in das Handelsregister eingetragen und hat heute in 42 Ländern Vertragshändler. Seinen Ursprung hat der Sportservice in der Motorenmanufaktur. Dieser Geschäftszweig entwickelte sich schnell, ab Mitte der 1970er Jahre wurden Fahrzeuge mit optischen Anbauteilen ausgerüstet.
Seit 2006 steht Marcus Lorinser an der Spitze des Unternehmens und leitet die Sportservice Lorinser GmbH. Zum 1. Dezember 2023 haben Burger Schloz und Lorinser fusioniert. Die Tuningsparte, sowie die Tankstelle, das Toyota Autohaus und die Waschanlage werden weiterhin unter dem Markennamen Lorinser betrieben.